# Góry Mokre
Góry Mokre – wieś w Polsce położona w województwie łódzkim, w powiecie radomszczańskim, w gminie Przedbórz, u stóp Fajnej Ryby.
Do 1954 roku siedziba gminy Góry Mokre. W latach 1954–1972 wieś należała i była siedzibą władz gromady Góry Mokre. W latach 1975–1998 miejscowość administracyjnie należała do województwa piotrkowskiego. 
Wieś rozwijająca się turystycznie, kulturowo i przemysłowo. 
W Górach Mokrych odbywały się coroczne Festiwale Marii Konopnickiej organizowane przez Władysława Obarzanka. W roku 2006 podczas festiwalu wystąpiła m.in. polska piosenkarka Violetta Villas.
Wieś jest siedzibą rzymskokatolickiej parafii św. Maksymiliana Kolbe.